# Târgșoru Vechi
Târgșoru Vechi is een Roemeense gemeente in het district Prahova.
Târgșoru Vechi telt 9137 inwoners.